# سعد بن مالك
سعد بن مالك (توفي سنة 530 م) شاعر بكر بن وائل في حرب البسوس، وهو الجد الثاني لطرفة بن العبد، وسيد من سادات بكر بن وائل، وجل أخباره تتصل بحرب قومه ضد تغلب، وهي الحرب التي شارك فيها بشعره وسيفه معاً، كما أن شعره انطوى على إشارة إلى علاقة بكر بالغساسنة، وعلى علاقة له ولأخيه عمرو بالنعمان، أحد ملوك الحيرة.

## نسبه

شجرة العائلة

هو سعد بن مالك بن ضُبَيْعة بن قيس بن ثعلبة بن عكابة بن صعب بن علي بن بكر بن وائل، وأمه هي عُوار بنت ذُهْل بن شيبان.

## أبناء سعد
فهم عند صاحب جمهرة النسب "مرثد، وكهف، وقمّية، ومُرقّش الأكبر وهو عمرو، وأمهم قُلابة بنت الحارث بن قيس بن الحارث ابن ذُهل اليَشْكُري، وحَرْمَلَة، وهو حَرْمَل، وسُفَين، وعَوف، وعَدِي، وربيعة ومُرقّش الأصغر، وأنس، وأمهم فاطمة بنت الأقُيْصِر، من بني يشكر.

## ذريته
كان سعد كثير الأبناء والأحفاد ونجد من نسله مشاهير عدة من بينهم المرقش الأكبر والمرقش الأصغر وعمرو بن قميئة والشاعر طرفة بن العبد...

## تاريخ وفاته
لم يكن من السهل تحديد تاريخ وفاته نظراً لقدمه ، ولكن حسب أخباره ومشاركته في حرب البسوس ذهب لويس شيخو إلى أنها كانت سنة 530 م في أحد أيـام حرب البسوس.